# Барстоу, Сьюзи
Сьюзи Барстоу (англ. Susannah “Susie” Barstow; 1836—1923) — американская художница и педагог.
Была связана своим творчеством со школой реки Гудзон, широко известна яркими пейзажами.

## Биография
Родилась 9 мая 1836 года в Нью-Йорке. Была дочерью нью-йоркского торговца чаем Сэмюэля Барстоу (Samuel Barstow, 1805—1884) и его жены Мэри Тайлер Блоссом (Mary Tyler Blossom, 1813—1895), чье происхождение восходит к первым пассажирам торгового судна «Мейфлауэр».
Училась в женском институте Рутгерса в Нью-Йорке, который окончила в 1853 году и в Купер Юнион (1862); также получила дополнительное художественное образование в Европе. Несколько лет Сьюзи Барстоу преподавала в Бруклинском институте искусств и наук (ныне Бруклинский музей).
Пейзажи художницы источают безмятежность и пронизаны светом. Она выставлялась в Национальной академии дизайна (с 1858 года), Бруклинской художественной ассоциации (Brooklyn Art Association), Пенсильванской академии изящных искусств и других местах. В период с 1872 по 1879 год картина Барстоу «A Bit of Catskill Woods» находилась в коллекции американского мецената и коллекционера Томаса Кларка.
Барстоу была заядлым путешественником, одним из первых членов Аппалачского горного клуба. Поднялась на многие горы в штате Нью-Йорк и Новой Англии, а также в Европе (Альпы и Шварцвальд). Часто отправлялась в экспедиции вдоль реки Гудзон и в горы, сочетая пешие прогулки с рисованием.
Умерла 12 июня 1923 года в Нью-Йорке. Была похоронена на городском кладбище Гринвуд.
Сьюзи Барстоу никогда не была замужем. Её племянница — Сьюзи Скелдинг также стала художницей и иллюстратором, они вместе отправились в путешествия за эскизами для своих работ.

## Память
Работы Сьюзи Барстоу были включены в обзорную выставку 2010 года «Remember the Ladies: Women of the Hudson River School», прошедшую в Национальном историческом месте Томаса Коула в Кэтскилле, штат Нью-Йорк, а также в выставку 2019 года «The Color of the Moon: Lunar Painting in American Art» в Музее реки Гудзон в Йонкерсе, штат Нью-Йорк.